# Bundestagswahlkreis Karlsruhe-Land
Der Bundestagswahlkreis Karlsruhe-Land (2005: Wahlkreis 273, 2009: Wahlkreis 272) ist ein Wahlkreis in Baden-Württemberg.

## Wahlkreis
Der Wahlkreis umfasst den südlichen Teil des Landkreises Karlsruhe mit den Städten und Gemeinden Bretten, Dettenheim, Eggenstein-Leopoldshafen, Ettlingen, Gondelsheim, Graben-Neudorf, Karlsbad, Kraichtal, Kürnbach, Linkenheim-Hochstetten, Malsch, Marxzell, Oberderdingen, Pfinztal, Rheinstetten, Stutensee, Sulzfeld, Waldbronn, Walzbachtal, Weingarten (Baden) und Zaisenhausen. Der Nordteil und der Südteil des Wahlkreises sind nur durch einen 35 Meter breiten Geländestreifen miteinander verbunden. Seit 1949 wurde der Wahlkreis stets von den Direktkandidaten der CDU gewonnen.
Bei der letzten Bundestagswahl waren 209.147 Einwohner wahlberechtigt.

## Wahlkreisgeschichte
| Wahl | Wahlkreisname      | Gebiet |
| --- | ------------------ | --- |
| 1949 | 4 Karlsruhe-Land   | alter Landkreis Karlsruhe ohne die heutigen Gemeinden Bretten, Oberderdingen und Walzbachtal, Stadt Pforzheim, Landkreis Pforzheim |
| 1953–1961 | 178 Karlsruhe-Land | alter Landkreis Karlsruhe ohne die heutigen Gemeinden Bretten, Oberderdingen und Walzbachtal, Stadt Pforzheim, Landkreis Pforzheim |
| Zwischen 1965 und 1980 bestanden an Stelle des Wahlkreises Karlsruhe-Land die Wahlkreise Pforzheim – Karlsruhe-Land I und Bruchsal – Karlsruhe-Land II. |                    | |
| 1980–1998 | 176 Karlsruhe-Land | Landkreis Karlsruhe ohne die Gemeinden Ettlingen, Malsch, Oberderdingen und Rheinstetten |
| 2002–2005 | 273 Karlsruhe-Land | vom Landkreis Karlsruhe die Gemeinden Bretten, Dettenheim, Eggenstein-Leopoldshafen, Ettlingen, Gondelsheim, Graben-Neudorf, Karlsbad, Kraichtal, Kürnbach, Linkenheim-Hochstetten, Malsch, Marxzell, Oberderdingen, Pfinztal, Rheinstetten, Stutensee, Sulzfeld, Waldbronn, Walzbachtal, Weingarten und Zaisenhausen |
| seit 2009 | 272 Karlsruhe-Land | vom Landkreis Karlsruhe die Gemeinden Bretten, Dettenheim, Eggenstein-Leopoldshafen, Ettlingen, Gondelsheim, Graben-Neudorf, Karlsbad, Kraichtal, Kürnbach, Linkenheim-Hochstetten, Malsch, Marxzell, Oberderdingen, Pfinztal, Rheinstetten, Stutensee, Sulzfeld, Waldbronn, Walzbachtal, Weingarten und Zaisenhausen |

## Wahlkreisabgeordnete
| Wahl | Abgeordneter                 | Abgeordneter                 | Partei                       | Stimmen in %                 |
| ---- | ---------------------------- | ---------------------------- | ---------------------------- | ---------------------------- |
| 1949 |                              | Gottfried Leonhard           | CDU                          |                              |
| 1953 |                              | Gottfried Leonhard           | CDU                          |                              |
| 1957 |                              | Gottfried Leonhard           | CDU                          |                              |
| 1961 |                              | Gottfried Leonhard           | CDU                          |                              |
| 1965 | Wahlkreis nicht eingerichtet | Wahlkreis nicht eingerichtet | Wahlkreis nicht eingerichtet | Wahlkreis nicht eingerichtet |
| 1969 | Wahlkreis nicht eingerichtet | Wahlkreis nicht eingerichtet | Wahlkreis nicht eingerichtet | Wahlkreis nicht eingerichtet |
| 1972 | Wahlkreis nicht eingerichtet | Wahlkreis nicht eingerichtet | Wahlkreis nicht eingerichtet | Wahlkreis nicht eingerichtet |
| 1976 | Wahlkreis nicht eingerichtet | Wahlkreis nicht eingerichtet | Wahlkreis nicht eingerichtet | Wahlkreis nicht eingerichtet |
| 1980 |                              | Klaus Bühler                 | CDU                          |                              |
| 1983 |                              | Klaus Bühler                 | CDU                          |                              |
| 1987 |                              | Klaus Bühler                 | CDU                          |                              |
| 1990 |                              | Klaus Bühler                 | CDU                          |                              |
| 1994 |                              | Klaus Bühler                 | CDU                          |                              |
| 1998 |                              | Klaus Bühler                 | CDU                          |                              |
| 2002 |                              | Axel Fischer                 | CDU                          |                              |
| 2005 |                              | Axel Fischer                 | CDU                          |                              |
| 2009 | 45,2                         | Axel Fischer                 | CDU                          |                              |
| 2013 | 53,3                         | Axel Fischer                 | CDU                          |                              |
| 2017 | 40,5                         | Axel Fischer                 | CDU                          |                              |
| 2021 |                              | Nicolas Zippelius            | CDU                          | 30,4                         |
| 2025 | 39,2                         | Nicolas Zippelius            | CDU                          |                              |

## Wahlergebnisse

### Bundestagswahl 2025
| Kandidaten                                            | Kandidaten                     | Parteien/Listen     | Erststimmen | Erststimmen | Zweitstimmen | Zweitstimmen |
| Kandidaten                                            | Kandidaten                     | Parteien/Listen     | Stimmen     | %           | Stimmen      | %            |
| ----------------------------------------------------- | ------------------------------ | ------------------- | ----------- | ----------- | ------------ | ------------ |
|                                                       | Nicolas Zippeliusgewählt im WK | CDU                 | 68.439      | 39,2        | 58.133       | 33,1         |
|                                                       | Assad Hussain                  | SPD                 | 26.153      | 15,0        | 26.361       | 15,0         |
|                                                       | Sebastian Andrè Grässer        | GRÜNE               | 22.739      | 13,0        | 23.377       | 13,3         |
|                                                       | Sebastian Weber                | FDP                 | 7.330       | 4,2         | 9.723        | 5,5          |
|                                                       | Thomas Möckel                  | AfD                 | 32.293      | 18,5        | 33.394       | 19,0         |
|                                                       | Jürgen Christoph Creutzmann    | LINKE               | 8.839       | 5,1         | 9.790        | 5,6          |
|                                                       | –                              | dieBasis            | –           | –           | 458          | 0,3          |
|                                                       | Ulrich Stoll                   | FREIE WÄHLER        | 4.589       | 2,6         | 2.329        | 1,3          |
|                                                       | –                              | Tierschutzpartei    | –           | –           | 1.774        | 1,0          |
|                                                       | Vanessa Heike Schulz           | Die PARTEI          | 2.084       | 1,2         | 889          | 0,5          |
|                                                       | Tobias Mexner                  | Volt                | 2.311       | 1,3         | 1.524        | 0,9          |
|                                                       | –                              | ÖDP                 | –           | –           | 255          | 0,1          |
|                                                       | –                              | Bündnis C           | –           | –           | 409          | 0,2          |
|                                                       | –                              | MLPD                | –           | –           | 50           | 0,0          |
|                                                       | –                              | BÜNDNIS DEUTSCHLAND | –           | –           | 178          | 0,1          |
|                                                       | –                              | BSW                 | –           | –           | 6.761        | 3,9          |
| Gesamt                                                | Gesamt                         | Gesamt              | 174.777     | 100         | 175.405      | 100          |
|                                                       |                                |                     |             |             |              |              |
| Ungültige Stimmen                                     | Ungültige Stimmen              | Ungültige Stimmen   | 1.482       | 0,8         | 854          | 0,5          |
| Wähler                                                | Wähler                         | Wähler              | 176.259     | 85,0        | 176.259      | 85,0         |
| Wahlberechtigte                                       | Wahlberechtigte                | Wahlberechtigte     | 207.276     |             | 207.276      |              |
|                                                       |                                |                     |             |             |              |              |
| Quellen: Die Bundeswahlleiterin, Kandidaten – Stimmen |                                |                     |             |             |              |              |

### Bundestagswahl 2021
Zur Bundestagswahl 2021 treten folgende Kandidaten an:
| Direktkandidat           | Partei                      | Erststimmen in % | Zweitstimmen in % |
| ------------------------ | --------------------------- | ---------------- | ----------------- |
| Nicolas Zippelius        | CDU                         | 30,4             | 25,7              |
| Patrick Diebold          | SPD                         | 22,8             | 23,1              |
| Sebastian Grässer        | GRÜNE                       | 16,7             | 16,2              |
| Hans-Günther Lohr        | FDP                         | 11,5             | 14,8              |
| René Rotzinger           | AfD                         | 9,0              | 9,5               |
| Jörg Rupp                | Die Linke                   | 2,4              | 2,7               |
| —                        | Tierschutzpartei            | —                | 1,4               |
| David Braitmaier         | Die PARTEI                  | 1,5              | 0,9               |
| Steffen Schmidt          | Freie Wähler                | 2,6              | 1,8               |
| —                        | PIRATEN                     | —                | 0,3               |
| Georg-Maria Austermann   | ÖDP                         | 0,3              | 0,2               |
| —                        | NPD                         | —                | 0,1               |
| —                        | DiB                         | —                | 0,1               |
| —                        | MLPD                        | —                | 0,0               |
| —                        | DKP                         | —                | 0,0               |
| Ralf Baßler              | dieBasis                    | 2,1              | 1,8               |
| —                        | Bündnis C                   | —                | 0,3               |
| —                        | BÜRGERBEWEGUNG              | —                | 0,1               |
| —                        | BÜNDNIS21                   | —                | 0,0               |
| —                        | LKR                         | —                | 0,0               |
| Niklas Goerke            | Die Humanisten              | 0,3              | 0,1               |
| —                        | Gesundheitsforschung        | —                | 0,1               |
| —                        | Team Todenhöfer             | —                | 0,3               |
| —                        | Volt                        | —                | 0,3               |
| Heidemarie Ingeborg Mund | Einzelbewerber (Heidi Mund) | 0,3              | —                 |

### Bundestagswahl 2017
Zur Bundestagswahl am 24. September 2017 kandidieren die folgenden Direktkandidaten:
| Direktkandidat      | Partei       | Erststimmen in % | Zweitstimmen in % |
| ------------------- | ------------ | ---------------- | ----------------- |
| Axel Fischer        | CDU          | 40,5             | 35,4              |
| Patrick Diebold     | SPD          | 19,7             | 17,1              |
| Pascal Haggenmüller | GRÜNE        | 11,4             | 12,3              |
| Christian Jung      | FDP          | 9,1              | 12,8              |
| Alexander Arpaschi  | AfD          | 11,7             | 12,5              |
| Klaus Huska         | Die Linke    | 4,6              | 5,5               |
| Heinz Schammert     | Freie Wähler | 1,6              | 0,9               |
| Christian Worch     | Die Rechte   | 0,1              | 0,1               |
| Lars Hannemann      | Die PARTEI   | 1,3              | 0,8               |

### Bundestagswahlkreis 2013
| Direktkandidat         | Partei                | Erststimmen in % | Zweitstimmen in % | Bundestagswahl 2009 Zweitstimmen in % |
| ---------------------- | --------------------- | ---------------- | ----------------- | ------------------------------------- |
| Axel Fischer           | CDU                   | 53,3             | 46,7              | 36,1                                  |
| Vanessa Rieß           | SPD                   | 25,9             | 21,1              | 20,3                                  |
| Danyal Bayaz           | Bündnis 90/Die Grünen | 7,8              | 9,6               | 11,8                                  |
| Patrick Meinhardt      | FDP                   | 2,8              | 6,0               | 19,1                                  |
| Ursula Holzwarth       | REP                   | 0,8              | 0,5               | 0,8                                   |
| Heinz-Peter Schwertges | Die Linke.            | 3,7              | 4,1               | 6,5                                   |
| –                      | PBC                   | –                | 0,3               | 0,6                                   |
| Karl Däschner          | NPD                   | 1,2              | 0,8               | 1,0                                   |
| Christian Alkemper     | PIRATEN               | 2,8              | 2,4               | 2,2                                   |
| –                      | BüSo                  | –                | 0,0               | 0,0                                   |
| –                      | ödp                   | –                | 0,2               | 0,3                                   |
| –                      | MLPD                  | –                | 0,0               | 0,0                                   |
| –                      | Volksabstimmung       | –                | 0,2               | 0,3                                   |
| –                      | Die Tierschutzpartei  | –                | 0,8               | 0,7                                   |
| –                      | AfD                   | –                | 6,0               | –                                     |
| –                      | BIG                   | –                | 0,0               | –                                     |
| –                      | pro Deutschland       | –                | 0,1               | –                                     |
| Henning Gaus           | FREIE WÄHLER          | 1,6              | 0,8               | –                                     |
| –                      | PDV                   | –                | 0,1               | –                                     |
| –                      | RENTNER               | –                | 0,2               | –                                     |

### Bundestagswahl 2009
| Direktkandidat    | Partei                | Erststimmen in % | Zweitstimmen in % | Bundestagswahl 2005 Zweitstimmen in % |
| ----------------- | --------------------- | ---------------- | ----------------- | ------------------------------------- |
| Axel Fischer      | CDU                   | 45,2             | 36,1              | 40,7                                  |
| Ingo Juchler      | SPD                   | 25,6             | 20,3              | 30,7                                  |
| Jörg Rupp         | Bündnis 90/Die Grünen | 10,2             | 11,8              | 9,2                                   |
| Patrick Meinhardt | FDP                   | 11,6             | 19,1              | 12,1                                  |
| –                 | REP                   | –                | 0,8               | 0,8                                   |
| Thurid Feldmann   | Die Linke.            | 5,6              | 6,5               | 3,5                                   |
| -                 | PBC                   | -                | 0,6               | 0,7                                   |
| Nico Schiemann    | NPD                   | 1,5              | 1,0               | 1,0                                   |
| –                 | PIRATEN               | –                | 2,2               | -                                     |
| –                 | BüSo                  | –                | 0,0               | 0,1                                   |
| –                 | ödp                   | –                | 0,3               | –                                     |
| –                 | MLPD                  | –                | 0,0               | 0,1                                   |
| –                 | Volksabstimmung       | –                | 0,3               | -                                     |
| –                 | Die Tierschutzpartei  | –                | 0,7               | -                                     |
| –                 | Die VIOLETTEN         | –                | 0,2               | -                                     |
| –                 | DVU                   | –                | 0,1               | -                                     |